# Anne Tauber
Anne Tauber (* 19. Mai 1995) ist eine niederländische Mountainbikerin und Eisschnellläuferin.

## Werdegang
Ihre sportliche Karriere begann Tauber im Eisschnelllauf. Nachdem sie 2013 am Pfeiffer-Drüsenfieber erkrankte, suchte sie nach alternativen Trainingsmöglichkeiten im Sommer und begann mit dem Mountainbikesport. 2013 absolvierte sie ihr erstes Mountainbike-Rennen, im Jahr 2014 wurde sie Sechste bei den nationalen Meisterschaften und machte den Nationaltrainer auf sich aufmerksam.
Ihre Spezialdisziplin ist der olympische Cross Country (XCO). Seit der Saison 2015 startet sie im UCI-Mountainbike-Weltcup, zunächst in der U23. In der Saison 2016 wurde sie Profi und stand sie bei allen fünf Weltcup-Rennen, an denen sie teilnahm, auf dem Podium, die Saison beendete sie auf Platz 3 der Gesamtwertung der U23.
2017 gewann sie die Bronzemedaille bei den UEC-Mountainbike-Europameisterschaften und wurde Sechste bei den UCI-Mountainbike-Weltmeisterschaftenjeweils in der U23. Im Weltcup startete sie bereits in der Elite und erzielte konstant Ergebnisse um Platz 10. 2018, in ihrer bisher stärksten Saison, beendete sie alle sieben Rennen im XCO unter den Top 10, in Stellenbosch und Albstadt stand sie zweimal mit Platz 3 auf dem Podium. Ihre bisher beste Weltcup-Platzierung erzielte sie im Cross-country Short Track (XCC) in Val di Sole mit Platz 2. Neben dem Weltcup gewann sie mit dem Ötztaler Mountainbbike Festival und der Jelena Góra Trophy zwei renommierte Cross-Country-Rennen der horse class. Zudem wurde sie 2018 Sechste der Europa- und Siebte der Weltmeisterschaften im XCO, so dass sie die Saison jeweils auf Platz 5 der Weltcup-Gesamtwertung und der Weltrangliste im Cross-Country abschloss.
Tauber war Teilnehmerin an den Olympischen Sommerspielen in Tokio und belegte im Cross-Country den 11. Platz. Bei den Europameisterschaften 2021 gewann sie nach 2017 erneut die Bronzemedaille im XCO.
In den Wintermonaten ist Tauber weiterhin als Eisschnellläuferin unterwegs, ihre Spezialdisziplin sind dabei Langstreckenwettkämpfe. Im Jahr 2018 gewann sie die Alternative Elfstedentocht am Weißensee, im Jahr 2020 wurde sie Zweite bei der Open Dutch Championship Natural Ice auf dem Weißensee.

## Erfolge
2017
- Europameisterschaften (U23) – XCO
- Niederländische Meisterin – XCO
- Ötztaler Mountainbbike Festival (U23)

2018
- Jelena Góra Trophy (HC)
- Ötztaler Mountainbbike Festival (HC)

2019
- Niederländische Meisterin – XCO
- Ötztaler Mountainbbike Festival (HC)

2021
- Europameisterschaften – XCO
- Niederländische Meisterin – XCO